# Halictus hedini
Halictus hedini är en biart som beskrevs av Blüthgen 1934. Halictus hedini ingår i släktet bandbin, och familjen vägbin. Inga underarter finns listade i Catalogue of Life.